# Aziz Zouhir
Aziz Zouhir (arabe : عزيز زهير), né le 26 avril 1953 à Tunis et mort le 31 juillet 2022,, est un homme d'affaires, industriel et dirigeant sportif tunisien.

## Biographie
Joueur de tennis de haut niveau, Aziz Zouhir a été numéro un au classement national pendant neuf ans et sacré à six reprises champion de Tunisie en simple. Membre de la première équipe de Coupe Davis en 1982, il en devient par la suite le capitaine avant de devenir président de la Fédération tunisienne de tennis jusqu'en 1988.
Fils de Moncef Zouhir, il est directeur général de la Société tunisienne de pansements depuis 1982, puis prend la succession de son père à la présidence du groupe SOTUPA en 1995, associé avec le conglomérat suédois de papier SCA dans la société Sancella, producteur et distributeur d'articles d'hygiènes jetables en Afrique,.
Sur le plan sportif, il assume après sa carrière sur les courts de tennis, la responsabilité de dirigeant au Tennis Club de Carthage puis de vice-président et de président de l'Espérance sportive de Tunis de novembre 2004 à août 2007. Durant son mandat, où il succède à Slim Chiboub, le club remporte plusieurs titres nationaux et internationaux, notamment en football avec un championnat en 2006 et deux coupes en 2006 et 2007, en volley-ball avec un triplé (coupe, championnat arabe et championnat de Tunisie en 2007, ainsi qu'un doublé en 2005) et une coupe de Tunisie masculine de handball en 2006. Il quitte l'Espérance de Tunis en août 2007 et se voit remplacé par Hamdi Meddeb.
Titulaire d'une maîtrise de sciences économiques de l'université d'Aix-en-Provence, il est marié et père de deux enfants.

## Palmarès
- Championnat de Tunisie : simple et double en 1976, 1977, 1979, 1980, 1982 et 1983
- Jeux africains : Médaille de bronze en simple et en double en 1978